# Verband der Freien Sparkassen

Logo des Verbandes der Deutschen Freien Öffentlichen Sparkassen e. V.

Der Verband der Freien Sparkassen e. V. ist der Dachverband der Freien Sparkassen in Deutschland. Freie Sparkassen sind nicht kommunal gebundene Sparkassen, also Sparkassen, die nicht im Besitz oder unter der Kontrolle einer öffentlichen Gebietskörperschaft (z. B. Gemeinde, Landkreis, Bundesland) stehen.

## Organisation und Aufgaben
Der Verband ist ein eingetragener Verein mit Sitz in Frankfurt am Main. Die Geschäftsstelle des Verbands sitzt in Bremen. Organe des Verbands sind die Mitgliederversammlung und der Vorstand. Aufgaben des Verbandes sind gemäß seiner Satzung die „Förderung des Spargedankens und des Sparkassenwesens im Allgemeinen“ und die Förderung und Unterstützung der „besonderen Interessen seiner Mitglieder“ (Lobbyarbeit). Hierzu gehören auch die Förderung der grenzüberschreitenden Kooperation der freien Sparkassen Europas und die intensive Öffentlichkeitsarbeit.
Verbandsvorsteher ist Tim Nesemann (Vorsitzender des Vorstands der Sparkasse Bremen); Verbandsgeschäftsführer ist Dirk Kluba.
Der Verband ist außerordentliches Mitglied des Deutschen Sparkassen- und Giroverbands.

## Mitglieder
Folgende Sparkassen sind Mitglied des Verbands:
- Bordesholmer Sparkasse AG (Aktiengesellschaft, bis 2006: Wirtschaftlicher Verein)
- Die Sparkasse Bremen AG (Aktiengesellschaft, bis 2004: Wirtschaftlicher Verein)
- Sparkasse zu Lübeck AG (Aktiengesellschaft, bis 31. Oktober 2004: Stiftung)
- Hamburger Sparkasse AG (Aktiengesellschaft, bis 2002: Juristische Person alten hamburgischen Rechts)
- Sparkasse Mittelholstein AG (Aktiengesellschaft)

Weiteres Mitglied ist die Sparkasse Westholstein, die als Anstalt des öffentlichen Rechts aus einer ehemaligen freien Sparkasse hervorgegangen ist.
Die Mitgliedschaft der inzwischen als Anstalt des öffentlichen Rechts „firmierenden“ Frankfurter Sparkasse (bis 2007: Aktiengesellschaft, bis 2005: Wirtschaftlicher Verein) endete auf eigenen Wunsch am 31. Dezember 2007. Die Spar- und Leihkasse zu Bredstedt AG (Aktiengesellschaft, bis 31. Dezember 2003: Stiftung) wurde 2013 von der Nord-Ostsee Sparkasse übernommen.
Als außerordentliche Mitglieder gehören dem Verband 33 Sparkassen aus Frankreich, Italien, Luxemburg, Malta, Norwegen, Österreich, Schweden, der Schweiz und Tschechien sowie der Verband der schwedischen Freien Sparkassen (Sparbankernas Riksförbund, früher: Fristående Sparbankers Riksförbund) an.

## Geschichte
Die ersten deutschen Sparkassen wurden Ende des 18. und Anfang des 19. Jahrhunderts häufig von Privatpersonen als Freie Sparkassen gegründet. Die Gründung kommunaler Sparkassen erfolgte meist später durch Städte und Landkreise als Teil der Kommunalverwaltung. Ab Anfang des 19. Jahrhunderts existierten freie und kommunale Sparkassen nebeneinander. Der Verband der Freien Sparkassen wurde 1920 gegründet.